# 팥쥐들의 행진
’99 여성미술제 <팥쥐들의 행진>(Women’s Art Festival 99 Patjis on Parade)는 한국 여성 미술의 역사와 현주소를 살핀 기획 미술 전시로, 1999년 9월 4일부터 9월 27일까지 예술의전당 미술관 1, 2 전시실에서 열렸다. 예술의전당과 사단법인 여성문화예술기획이 공동 주최하였다.

## 기획
<팥쥐들의 행진>은 1997년 여성문화예술기획의 미술분과가 서울시의 지원금을 받은 것으로 계기로 약 1년 반 가량의 기간 동안 기획되었다. 일반적인 대규모 전시가 단일 예술감독의 책임 기획으로 이루어지는 데에 반해, 위원장 김홍희 외에 김선희, 백지숙, 오혜주, 임정희 등 다섯 명의 큐레이터로 구성된 전시기획위원회가 공동 기획했다. 운영위원회에는 김인순, 김홍희, 박영숙, 윤석남, 이혜경이 참여했다.
전시의 제목은 "콩쥐/팥쥐와 같이 여성을 선/악으로 이분화하려는 의도가 아니라 가부장적 질서 속에서 팥쥐로 비춰지는 여성 작가들의 현실을 풍자적으로 은유하기 위하여" 붙여졌다.

## 전시 구성
전시는 조선시대부터 80년대까지 한국 여성 미술의 과거를 연대기적으로 구성한 '1부 역사전'과 90년대 동시대 여성 미술을 다섯 개의 주제로 나누어 기획한 '2부 주제전'으로 구성되었다.

### 1부 역사전
1부 역사전은 역사적 조명을 받지 못한 여성 미술가들의 활동과 의의를 부각시키는 동시에 시대적 한계를 짚고자 했으며, 페미니즘과 직접적 관련이 없더라도 한국 현대 미술의 다양성에 기여했다고 판단되는 작가들의 작업들 역시 포함되었다. 당초 조선조 여성미술(김선희 기획), 20세기 전반의 근대 여성 미술(김홍희 기획), 1960년대부터 1980년대까지의 모더니즘 계열(임정희 기획)과 민중계열(백지숙, 오혜주 기획) 등 네 개의 파트로 기획되었으나, 예산 부족 등의 어려움으로 조선조 및 근대 여성미술 부분은 전시로 실현되지 못한 채 전시 도록에 논고로만 수록되었다.

### 2부 주제전
동시대 미술을 중심으로 한 2부 주제전은 '여성의 감수성'(김선희 기획), '여성과 생태'(임정희 기획), '섹스와 젠더'(김홍희 기획), '제식과 놀이'(오혜주 기획), '집 속의 미디어'(백지숙 기획) 등 다섯 개의 주제로 세분화되었다. 이를 통해 당대 페미니즘 문화 현장의 다층적 스펙트럼을 반영하고 서로 다른 관점들을 교차시켜, 궁극적으로 여성들 간의 차이와 이질성을 가시화하고자 하였다.

#### 주제전 참여 작가
| - '여성의 감수성' - 김원숙 - 박정미 - 서숙진 - 오경화 - 왕경애 - 유영희 - 장영미 - 정소연 - 정인수 - 한순자 - 황혜선 |  | - '여성과 생태' - 김명숙 - 김인순 - 김주영 - 노원희 - 박혜련 - 배형경 - 송현숙 - 안기덕 - 안성금 - 양주혜 - 이봉순 - 정정엽 - 홍현숙 - 해치 |  | - '섹스와 젠더' - 김난영 - 김명희 - 김여의주 - 김지현 - 김진숙 - 류준화 - 박영숙 - 유현정 - 이불 - 이윰 - 장영혜 - 주성혜 - 최선아 |

| - '제식과 놀이' - 김미경 - 김수현 - 박소영 - 박원주 - 안성희 - 윤석남 - 윤효준 - 이진경 - 정복생 - 조경숙 - 크로모-에스 - 하민수 - 홍경 |  | - '집 속의 미디어' - 고연민 - 곽은숙 - 김나영 - 김소라 - 박세진 - 신현경 - 유현미 - 이미경 - 이수경 - 이순종 - 이형주 - 함경아 - 함양아 - 홍미선 |